# Louis-Armand Bardery
Louis-Armand Bardery, né le 26 décembre 1879 à Neuilly-sur-Marne et mort le 28 janvier 1952 à Boulogne-Billancourt, est un sculpteur français,.
Après avoir suivi une formation auprès d’Injalbert et de Charles Vital-Cornu, Bardery obtint une mention honorable pour une statue en plâtre intitulée Première désillusion et présentée en 1905 au Salon de Paris.
Bardery reçut également la troisième médaille du Salon de Paris en 1907, puis la deuxième médaille en 1911 et enfin la médaille d’or en 1913.
Bardery fut un membre assidu du Salon des artistes français. Au cours de sa carrière, il réalisa des figures et des bustes, tels que : la Famille, la Guerre, Rêverie, Lincoln, Corot, Villon, etc. Il exécuta aussi les monuments aux morts de 14-18 des communes de Neuilly-Plaisance, Mauriac et Saint-Flour.
Sa composition intitulée La Famille orne la cour du lycée Sophie Germain à Paris.